# Richard Wilson (baron Wilson de Dinton)
Pour les articles homonymes, voir Richard Wilson et Wilson.
Richard Thomas James Wilson  (né le 11 octobre 1942) est un membre de la Chambre des lords et ancien secrétaire du Cabinet.

## Carrière
Richard Wilson est né à Glamorgan. Il fait ses études au Radley College (1956–60 et où il est maintenant chef du Conseil (l'organe directeur)) et au Clare College, Cambridge (1961–65), où il obtient le diplôme de Master of Laws (LLM ). Il est admis au Barreau, mais, plutôt que de pratiquer, il entre dans la fonction publique en tant que directeur adjoint au Board of Trade en 1966.
Il sert dans un certain nombre de départements dont 12 ans dans le département de l'énergie où il s'occupe de la politique d'énergie nucléaire, de la privatisation de Britoil, du personnel et des finances. Il dirige le Secrétariat économique du Cabinet Office sous Margaret Thatcher de 1987 à 1990 et, après deux ans au Trésor est nommé secrétaire permanent du Département de l'environnement en 1992.
Il est sous-secrétaire permanent du ministère de l'Intérieur en 1994 et secrétaire du Cabinet et chef de la fonction publique intérieure en janvier 1998, avant de prendre sa retraite en 2002 .
Wilson est nommé Compagnon de l'Ordre du Bain (CB) dans les honneurs du Nouvel An 1991, promu au grade de Knight Commander (KCB) en 1997 et Grand-croix (GCB) dans le Honneurs du Nouvel An 2001.
Après avoir pris sa retraite en tant que secrétaire du Cabinet, il est créé pair à vie le 18 novembre 2002 avec le titre de baron Wilson de Dinton, de Dinton dans le comté de Buckinghamshire. En septembre de cette année-là, il devient maître de l'Emmanuel College, Cambridge. Il est directeur non exécutif de British Sky Broadcasting Group plc et est actuellement président de C. Hoare &amp; Co, directeur non exécutif de Xansa plc et président du conseil des mécènes de la Wilberforce Society .